# Tracey Belbin
Tracey Belbin, född den 24 juni 1967 i Tingalpa, Australien, är en australisk landhockeyspelare.
Hon tog OS-guld i damernas landhockeyturnering i samband med de olympiska landhockeytävlingarna 1988 i Seoul.